# Joseph Renzler
Joseph Renzler (San Lorenzo di Sebato, 1770 – Gais, 1842) è stato un pittore italiano.

## Biografia

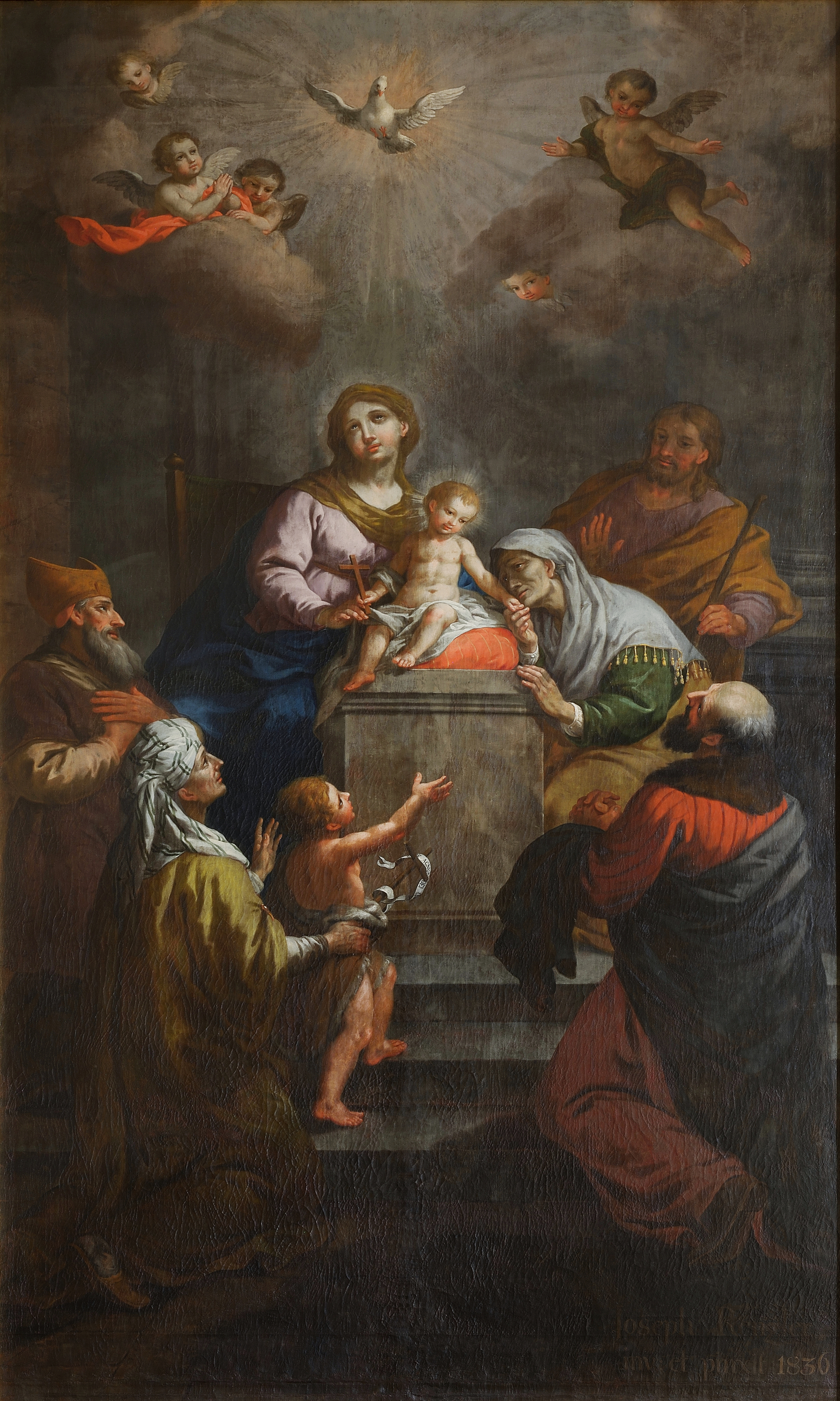
Adorazione della Sacra Famiglia, chiesa parrocchiale di Santa Maria Assunta a Fiè allo Sciliar

Rappresentante di una numerosa famiglia di artisti della Val Pusteria, operò quasi esclusivamente nel territorio di origine, dimostrando fine nelle opere più tarde di essere stilisticamente legato alla tradizione che faceva capo all'arte di Giambattista Tiepolo, soprattutto nell'adozione di toni cromatici vivi ricercati.
Pittore nel complesso di importanza modesta, ha lasciato una vasta produzione, della quale l'opera di maggior importanza è la pala dell'altar maggiore della chiesa di Santa Margherita a Vipiteno.